# .kkrieger
《.kkrieger》（中国大陆又译作）是一款由德国.theprodukkt小组（原为Farbrausch的一个分支）于2004年4月发布的第一人称射击游戏。在2004年4月的Breakpoint展会上获得“96KB游戏项目”的第一名。

## 开发历史
.kkrieger的开发团队.theprodukkt小组原本是被誉为“64K数字动画影像之王”的Farbrausch的一个分支。.kkrieger由德国.theprodukkt小组从2002年中期开始开发，使用的是自有工具.werkkzeug的一个未发行版本.werkkzeug3。.kkrieger和.werkkzeug3都基于BSD许可证，两者的源代码于2012年起被托管在GitHub上。2004年4月，游戏正式发布。游戏制作小组表示，这款游戏将有三个章节，而现在发布的仅仅是第一章的测试版，未来发布的版本体积可能会超过100KB，但将修正更多bug，运行也会更加稳定。然而截止2018年4月，该游戏仍只有一个beta版。

## 程序内容
.kkrieger大量地使用了过程生成技术。游戏主体由C++完成，之间贯穿少量汇编语言。整个游戏仅使用97,280字节的磁盘空间。相比之下，当时其他的第一人称射击游戏都需要一张或多张CD或DVD来存储安装文件。不过，运行该游戏时首先需要进行解压缩，所以512MB以上的内存配置是必须的。该游戏所占据的实际容量达到将近300MB。
虽然该游戏体积很小，但对机器配置要求却并不低。官方推荐的最低配置要求是CPU 1.5G、内存512M，Geforce4 Ti或ATI Radeon 8500以上和128M显存。而操作系统则为Windows Me、2000和XP。与其他大多数第一人称射击游戏类似，游戏玩家使用键盘和鼠标控制角色移动和射击。

## 评价
.kkrieger获得2006年德国游戏开发大奖创新和进步两个奖项。
游戏网站Acid-Play给予本作2/5分的评分及兼具褒贬的评价，赞扬了本作游戏文件的小巧。